# Maison des Trois Pignons
La maison des Trois Pignons (parfois dite des Quatre Pignons) est une maison située à Provins, en France.

## Localisation
La maison est située dans la ville-haute de Provins, en Seine-et-Marne, à l'angle de la rue Couverte sur la place du Châtel.

## Historique
La maison date du XVe siècle.
Les façades et toitures de l'édifice sont inscrites au titre des monuments historiques en 1938.